# داغ‌تر از جهنم
داغ‌تر از جهنم (به انگلیسی:Hotter than Hell) آهنگی از خواننده‌انگلیسی دوآ لیپا است. این آهنگ از آلبوم دوآ لیپا است. این آهنگ در ۶ می ۲۰۱۶ به عنوان سومین تک‌آهنگ آلبومش پخش شد. این آهنگ در جدول تک‌آهنگ‌های بریتانیا رتبهٔ ۱۵ را بدست آورد.

## موزیک ویدیو
موزیک ویدیوی داغ‌تر از جهنم به کارگردانی امیل ناوا در لندن فیلم‌برداری شد.